# 대한민국의 역사 드라마 목록
이 문서는 대한민국의 역사 드라마 목록이다.

## 시대별 작품 목록

### 고조선~남북국 시대

#### CE 5세기 이전
| 순번 | 시대적 배경      | 제목        | 핵심인물                                       | 주연배우                                       | 제작년도  |
| ---- | ---------------- | ----------- | ---------------------------------------------- | ---------------------------------------------- | --------- |
| 1    | 기원전 58년      | 주몽        | 주몽, 소서노, 대소, 금와왕                     | 송일국, 한혜진, 김승수, 전광렬                 | 2005~06년 |
| 2    | 4년~28년         | 바람의 나라 | 무휼, 연(해씨 부인), 도진, 유리, 대소          | 송일국, 최정원, 박건형, 정진영, 한진희         | 2007~08년 |
| 3    | ~32년            | 왕녀 자명고 | 자명공주, 낙랑공주, 호동, 대무신왕, 매설수     | 정려원, 박민영, 정경호, 문성근, 성현아         | 2008년    |
| 4    | 42년~199년       | 김수로      | 김수로, 허황옥, 정견비, 신귀간, 이진아시       | 지성, 서지혜, 배종옥, 유오성, 고주원           | 2009년    |
| 5    | CE 2세기         | 우씨왕후    | 우희, 을파소, 고남무, 우순, 고발기             | 전종서, 김무열, 지창욱, 정유미, 이수혁         | 2024년    |
| 6    | 300년대 초~375년 | 근초고왕    | 근초고왕, 부여화, 고국원왕, 진승, 해건, 위홍란 | 감우성, 김지수, 이종원, 안재모, 이지훈, 이세은 | 2010년    |
| 7    | 374년~412년      | 태왕사신기  | 담덕, 서기하, 수지니, 연호개, 연가려, 대장로   | 배용준, 문소리, 이지아, 윤태영, 박상원, 최민수 | 2006년    |
| 8    | 374년~412년      | 광개토태왕  | 담덕, 고운, 모용보, 도영, 약연, 아신           | 이태곤, 김승수, 임호, 오지은, 이인혜, 박정철   | 2011년    |

#### CE 5세기 이후
| 순번 | 시대적 배경   | 제목             | 핵심인물                                 | 주연배우                               | 제작년도  |
| ---- | ------------- | ---------------- | ---------------------------------------- | -------------------------------------- | --------- |
| 1    | CE 6세기 초반 | 제왕의 딸 수백향 | 수백향/설난, 설희, 명농, 진무            | 서현진, 서우, 조현재, 전태수           | 2013년    |
| 2    | 576년~        | 화랑             | 무명/김선우, 김아로, 삼맥종/김지뒤, 숙명 | 박서준, 고아라, 박형식, 서예지         | 2015년    |
| 3    | CE 6세기 말   | 달이 뜨는 강     | 평강공주, 온달, 고건, 해모용, 온협       | 김소현, 나인우, 이지훈, 최유화, 강하늘 | 2021년    |
| 4    | ~600년        | 서동요           | 무왕, 선화공주, 아좌태자, 사택기루       | 조현재, 이보영, 정재곤, 류진           | 2004~05년 |
| 5    | ~647년        | 선덕여왕         | 덕만, 미실, 비담, 김유신, 김춘추         | 이요원, 고현정, 김남길, 엄태웅, 유승호 | 2008년    |
| 6    | ~660년        | 계백             | 계백, 은고, 의자왕, 사택왕후             | 이서진, 송지효, 조재현, 오연수         | 2011년    |
| 7    | 598년~668년   | 연개소문         | 연개소문, 이세민, 수양제, 영류왕         | 유동근, 이태곤, 서인석, 김갑수, 최종환 | 2005~06년 |
| 8    | 602년~661년   | 대왕의 꿈        | 태종무열왕, 김유신, 선덕여왕, 승만왕후   | 최수종, 김유석, 홍은희, 이영아         | 2012~13년 |
| 9    | CE 7세기 초반 | 칼과 꽃          | 무영, 연충 , 영류왕, 연개소문            | 김옥빈, 엄태웅, 김영철, 최민수         | 2013년    |
| 10   | ~676년        | 삼국기           | 연개소문, 김유신, 무열왕, 의자왕, 계백   | 조경환, 서인석, 송영창, 길용우, 유동근 | 1992~93년 |
| 11   | 645년~719년   | 대조영           | 대조영, 이해고, 설인귀, 초린, 숙영       | 최수종, 정보석, 이덕화, 박예진, 홍수현 | 2005~06년 |
| 12   | 787년~846년   | 해신             | 장보고, 자미부인, 염장, 정화             | 최수종, 채시라, 송일국, 수애           | 2003~04년 |

### 후삼국~고려 시대

#### 고려 건국~천리장성
| 순번 | 시대적 배경  | 제목                    | 핵심인물                             | 주연배우                               | 제작년도  |
| ---- | ------------ | ----------------------- | ------------------------------------ | -------------------------------------- | --------- |
| 1    | 870년~936년  | 태조 왕건               | 왕건, 궁예, 견훤, 강비, 종간         | 최수종, 김영철, 서인석, 김혜리, 김갑수 | 2000년    |
| 2    | 943년~975년  | 제국의 아침             | 광종, 대목왕후, 정종, 균여           | 김상중, 전혜진, 최재성, 정승호         | 2002년    |
| 3    | 태조~광종    | 달의 연인 - 보보경심 려 | 광종, 해수, 정종, 왕욱, 최지몽       | 이준기, 이지은, 홍종현, 강하늘, 김성균 | 2016년    |
| 4    | 945년~960년  | 빛나거나 미치거나       | 정종, 광종, 쌍기, 대목왕후, 왕욱     | 류승수, 장혁, 오연서, 이하늬, 임주환   | 2015년    |
| 5    | 955년~1031년 | 천추태후                | 천추태후, 김치양, 강조, 강감찬, 성종 | 채시라, 김석훈, 최재성, 이덕화, 김명수 | 2009년    |
| 6    | CE 10~11세기 | 고려 거란 전쟁          | 현종, 강감찬, 양규, 강조             | 김동준, 최수종, 지승현, 이원종         | 2023~24년 |

#### 무신정변~대몽 항쟁
| 순번 | 시대적 배경   | 제목     | 핵심인물                                 | 주연배우                                     | 제작년도 |
| ---- | ------------- | -------- | ---------------------------------------- | -------------------------------------------- | -------- |
| 1    | 1170년~1219년 | 무인시대 | 이의방, 정중부, 경대승, 이의민, 최충헌   | 서인석, 김흥기, 박용우, 이덕화, 김갑수       | 2003년   |
| 2    | 1215년~1268년 | 무신     | 김준, 송이, 최우, 최양백, 최충헌, 김약선 | 김주혁, 김규리, 정보석, 박상민, 주현, 이주현 | 2012년   |

#### 원 간섭기~조선 건국
| 순번 | 시대적 배경   | 제목          | 핵심인물                                       | 주연배우                                       | 제작년도  |
| ---- | ------------- | ------------- | ---------------------------------------------- | ---------------------------------------------- | --------- |
| 1    | 충렬왕~충선왕 | 왕은 사랑한다 | 왕원, 은산, 왕린                               | 임시완, 임윤아, 홍종현                         | 2017년    |
| 2    | 충숙왕~공민왕 | 기황후        | 기황후, 타환, 왕유                             | 하지원, 지창욱, 주진모                         | 2013~14년 |
| 3    | 1348년~1374년 | 신돈          | 신돈, 공민왕, 노국공주, 반야                   | 손창민, 정보석, 서지혜                         | 2005년    |
| 4    | 1349년~1371년 | 신의          | 최영, 유은수, 기철, 공민왕, 노국공주           | 이민호, 김희선, 유오성, 류덕환, 박세영         | 2012년    |
| 5    | 1351년~1392년 | 개국          | 공민왕, 이성계, 노국공주, 최영, 정도전, 정몽주 | 임혁, 임동진, 선우은숙, 신구, 김흥기, 송재호   | 1983년    |
| 6    | 공민왕~1392년 | 대풍수        | 지상, 이성계, 이정근, 해인, 반야               | 지성, 지진희, 송창의, 김소연, 이윤지           | 2012년    |
| 7    | 1374년~1398년 | 정도전        | 정도전, 이성계, 이인임, 최영, 정몽주, 이방원   | 조재현, 유동근, 박영규, 서인석, 임호, 안재모   | 2014년    |
| 8    | 1374년~1400년 | 육룡이 나르샤 | 이성계, 정도전, 이방원, 이방지, 무휼, 분이     | 천호진, 김명민, 유아인, 변요한, 윤균상, 신세경 | 2015년    |
| 9    | 1374년~1400년 | 나의 나라     | 서휘, 남선호, 한희재, 이방원, 이성계           | 양세종, 우도환, 김설현, 장혁, 김영철           | 2019년    |
| 10   | 1374년~1400년 | 태종 이방원   | 태종 이방원, 원경왕후, 태조 이성계             | 주상욱, 박진희, 김영철                         | 2021~22년 |
| 11   | 1374년~1400년 | 원경          | 원경왕후, 이방원, 이성계, 채령                 | 차주영, 이현욱, 이성민, 이이담                 | 2024~25년 |

### 조선~대한제국시대

#### 위화도 회군~을묘왜변
| 순번 | 시대적 배경        | 제목                            | 핵심인물                                                        | 주연배우                                                       | 제작년도      |
| ---- | ------------------ | ------------------------------- | --------------------------------------------------------------- | -------------------------------------------------------------- | ------------- |
| 1    | 1387년~1418년      | 조선왕조 오백년 : 추동궁 마마   | 이성계, 태종, 원경왕후, 이지란, 정도전                          | 김무생, 이정길, 김영란, 국정환, 이호재                         | 1983년        |
| 2    | 1388년~1422년      | 용의 눈물                       | 이성계, 신덕왕후, 이방원, 원경왕후, 정도전, 양녕대군            | 김무생, 김영란, 유동근, 최명길, 김흥기, 이민우                 | 1996~98년     |
| 3    | 1409년~1446년      | 대왕 세종                       | 세종, 태종, 원경왕후, 황희, 소헌왕후                            | 김상경, 김영철, 최명길, 김갑수, 이윤지                         | 2007년        |
| 4    | 1409년~1446년      | 뿌리깊은 나무                   | 세종, 강채윤, 소이                                              | 한석규, 장혁, 신세경                                           | 2011년        |
| 5    | 1409년~1446년      | 홍천기                          | 하람, 홍천기, 양명대군, 주향대군                                | 안효섭, 김유정, 김정철, 박상훈                                 | 2021년        |
| 6    | 1409년~1446년      | 퐁당퐁당 LOVE                   | 장단비, 이도, 소헌왕후, 박연                                    | 김슬기, 윤두준, 진기주, 안효섭                                 | 2015년        |
| 7    | 태종~1442년        | 장영실                          | 장영실, 세종, 태종, 소현옹주, 장희제                            | 송일국, 김상경, 김영철, 박선영, 이지훈                         | 2015년        |
| 8    | 태종~1442년        | 슈룹                            | 임화령, 대비 조씨, 이호                                         | 김혜수, 김해숙, 최윤제                                         | 2022년        |
| 9    | 1418년~1450년      | 조선왕조 오백년 : 뿌리깊은 나무 | 세종, 소헌왕후, 맹사성, 황희, 장영실                            | 한인수, 김영애, 박규채, 이묵원, 길용우                         | 1983년        |
| 10   | 1450년~1504년      | 인수대비                        | 인수대비, 정의왕후, 세조, 한명회, 도원군, 폐비 윤씨             | 함은정, 채시라, 김미숙, 김영호, 손병호, 백성현, 진지희, 전혜빈 | 2010년        |
| 11   | 1450년~1506년      | 한명회                          | 한명회, 세조, 인수대비, 김종서, 단종                            | 이덕화, 서인석, 김영란, 임동진, 정태우                         | 1994년        |
| 12   | 1452년~1457년      | 파천무                          | 수양대군, 김종서, 설리, 정인지, 한명회                          | 유동근, 이순재, 김혜선, 이신재, 주호성                         | 1990년        |
| 13   | 1452년~1468년      | 공주의 남자                     | 김승유, 이세령, 경혜공주, 신면, 정종                            | 박시후, 문채원, 홍수현, 송종호, 이민우                         | 2010년        |
| 14   | 1452년~1468년      | 대군-사랑을 그리다              | 이휘, 성자현, 이강, 윤나겸, 루시개                              | 윤시윤, 진세연, 주상욱, 정우연, 남지현                         | 2018년        |
| 15   | 1452년~1504년      | 조선왕조 오백년 : 설중매        | 인수대비, 세조, 성종, 연산군, 폐비 유씨, 한명회, 유자광, 장녹수 | 고두심, 남성우, 길용우, 임영규, 이기선, 정진, 변희봉, 이미숙   | 1984~85년     |
| 16   | 1452년~1506년      | 왕과 비                         | 세조, 인수대비, 단종, 연산군, 한명회                            | 임동진, 채시라, 정태우, 안재모, 최종원                         | 1998년~2000년 |
| 17   | 1452년~1506년      | 왕과 나                         | 김처선, 폐비 윤씨, 성종, 정현왕후                               | 오만석, 구혜선, 고주원, 이진                                   | 2007~08년     |
| 18   | 1469년~1480년      | 연모                            | 이휘, 정지운, 이현, 김가온                                      | 박은빈, 로운, 남윤수, 최병찬                                   | 2021년        |
| 19   | 15세기 중반~1506년 | 역적 : 백성을 훔친 도적         | 아모개, 홍길동, 가령, 연산군, 숙용 장씨                         | 김상중, 윤균상, 채수빈, 김지석, 이하늬                         | 2017년        |
| 20   | 15세기 중반~1506년 | 7일의 왕비                      | 신채경, 이역, 이융                                              | 박민영, 연우진, 이동건                                         | 2017년        |
| 21   | 1476년~1506년      | 장녹수                          | 연산군, 장녹수, 성종, 인수대비, 김자원                          | 유동근, 박지영, 현석, 반효정, 정호근                           | 1995년        |
| 22   | 1480년~1540년      | 전우치                          | 전우치, 이치, 홍무연, 강림, 이혜령                              | 차태현, 유이, 이희준, 백진희                                   | 2012년        |
| 23   | 1482년~1545년      | 대장금                          | 서장금, 민정호, 중종, 최금영                                    | 이영애, 지진희, 임호, 홍리나                                   | 2002~03년     |
| 24   | 연산군~중종        | 홍길동                          | 홍길동, 이업, 임성중, 우용두                                    | 김석훈, 김상중, 이덕화, 이종원                                 | 1998년        |
| 25   | 연산군~중종        | 쾌도 홍길동                     | 홍길동, 허이녹, 이창휘, 심수근                                  | 강지환, 성유리, 장근석, 박상욱                                 | 2008년        |
| 26   | 1504년~1565년      | 조선왕조 오백년 : 풍란          | 정난정, 중종, 문정왕후, 정현왕후, 조광조                        | 김영란, 최상훈, 김혜자, 최명길, 유인촌                         | 1985년        |
| 27   | 1506년~1565년      | 여인천하                        | 정난정, 문정왕후, 윤원형, 경빈 박씨, 중종                       | 강수연, 전인화, 이덕화, 도지원, 최종환                         | 2001년        |
| 28   | 1506년~중종        | 황진이                          | 황진이, 김정한, 부용, 김은호, 벽계수                            | 하지원, 김재원, 왕빛나, 장근석, 류태준                         | 2005년        |
| 29   | 중종               | 사임당-빛의 일기                | 신사임당, 이겸, 취음당 최씨, 민치형, 중종                       | 이영애, 송승헌, 오윤아, 최철호, 최종환                         | 2017년        |
| 30   | 중종               | 조광조                          | 조광조, 중종, 박원종, 홍경주, 단경왕후                          | 유동근, 이진우, 김병기, 김동현, 김혜리                         | 1996년        |
| 31   | 1522년~1562년      | 임꺽정                          | 임꺽정, 이봉학, 박유복, 양주팔, 윤원형                          | 정흥채, 차광수, 정규수, 이정길, 박근형                         | 1996년        |
| 32   | 인종~명종          | 천명: 조선판 도망자 이야기      | 최원, 홍다인, 문정왕후, 이호                                    | 이동욱, 송지효, 박지영, 임슬옹                                 | 2013년        |
| 33   | 인종~명종          | 붉은 단심                       | 이태, 유정, 박계원, 최가연                                      | 이준, 강한나, 장혁, 박지연                                     | 2022년        |
| 34   | 명종~1565년        | 옥중화                          | 옥녀, 윤태원, 윤원형, 정난정, 문정왕후, 이환                    | 진세연, 고수, 정준호, 박주미, 김미숙, 서하준                   | 2015년        |

#### 을묘왜변~병자호란
| 순번 | 시대적 배경            | 제목                       | 핵심인물                                       | 주연배우                                         | 제작년도  |
| ---- | ---------------------- | -------------------------- | ---------------------------------------------- | ------------------------------------------------ | --------- |
| 1    | 1554년~1598년          | 불멸의 이순신              | 이순신, 원균, 선조, 도요토미 히데요시          | 김명민, 최재성, 최철호, 이효정                   | 2004년    |
| 2    | 1559년~1615년          | 동의보감                   | 허준, 다희, 유의태, 유도지, 미사, 양예수       | 서인석, 이응경, 이순재, 임영규, 임경옥, 변희봉   | 1991년    |
| 3    | 1559년~1615년          | 허준                       | 허준, 예진, 유의태, 유도지, 다희, 양예수       | 전광렬, 황수정, 이순재, 김병세, 홍충민, 조경환   | 1999년    |
| 4    | 1559년~1615년          | 구암 허준                  | 허준, 예진, 유의태, 유도지, 다희, 양예수       | 김주혁, 박진희, 백윤식, 남궁민, 박은빈, 최종환   | 2013년    |
| 5    | 1569년~1618년          | 천둥소리                   | 허균, 광해군, 이이첨, 허난설헌                 | 최재성, 김주승, 선동혁, 하다솜                   | 2000년    |
| 6    | 1570년대~임진왜란 이전 | 구가의 서                  | 최강치, 담여울, 조관웅, 담평준, 박태서, 박청조 | 이승기, 배수지, 이성재, 조성하, 유연석, 이유비   | 2013년    |
| 7    | 1583년~1623년          | 서궁                       | 김개시, 인목대비, 광해군, 원표, 이이첨         | 이영애, 이보희, 김규철, 김보성, 서인석           | 1995년    |
| 8    | 1589년~1598년          | 조선왕조 오백년 : 임진왜란 | 이순신, 선조, 유성룡, 도요토미 히데요시        | 김무생, 현석, 강성욱, 정진                       | 1985~86년 |
| 9    | 1589년~1598년          | 징비록                     | 유성룡, 선조, 광해군, 도요토미 히데요시        | 김상중, 김태우, 노영학, 김규철                   | 2015년    |
| 10   | 1589년~1598년          | 임진왜란 1592              | 이순신, 도요토미 히데요시, 이기남, 나대용      | 최수종, 김응수, 이철민, 정진                     | 2016년    |
| 11   | 1589년~1608년          | 왕의 얼굴                  | 광해군, 선조, 김상궁, 김도치                   | 서인국, 이성재, 조윤희, 신성록                   | 2014년    |
| 12   | 1589년~1608년          | 불의 여신 정이             | 유정, 광해, 이육도, 김태도, 심화령             | 문근영, 이상윤, 박건형, 김범, 서현진             | 2013년    |
| 13   | 1591년~1623년          | 왕의 여자                  | 광해군, 김개시, 선조, 인목왕후                 | 지성, 박선영, 임동진, 홍수현                     | 2003년    |
| 14   | 광해군                 | 왕이 된 남자               | 하선, 이헌, 유소운, 이규                       | 여진구, 이세영, 김상경                           | 2019년    |
| 15   | 광해군                 | 조선로코-녹두전            | 전녹두, 동동주, 차율무, 광해군                 | 장동윤, 김소현, 강태오, 정준호                   | 2019년    |
| 16   | 광해군                 | 보쌈 - 운명을 훔치다       | 김대석, 수경, 이대엽                           | 정일우, 권유리, 신현수                           | 2021년    |
| 17   | 1602년~1624년          | 조선왕조 오백년 : 회천문   | 광해군, 선조, 인목왕후, 강홍립, 김개시         | 이희도, 현석, 권재희, 오지명, 원미경             | 1986년    |
| 18   | 1603년~1645년          | 화정                       | 광해군, 정명공주, 홍주원, 소성대비, 능양군     | 차승원, 이연희, 서강준, 신은정, 김재원           | 2015년    |
| 19   | 1627년~1642년          | 조선왕조 오백년 : 남한산성 | 인조, 최명길, 김상헌, 임경업, 청태종           | 유인촌, 변희봉, 정욱, 최상훈, 박상조             | 1986~87년 |
| 20   | 인조                   | 일지매                     | 일지매, 이화, 정란, 허균, 설화                 | 장동건, 염정아, 임채원, 김동현, 박순애           | 1993년    |
| 21   | 인조                   | 일지매                     | 일지매, 변시후, 변은채, 봉순                   | 이준기, 박시후, 한효주, 이영아                   | 2008년    |
| 22   | 인조                   | 돌아온 일지매              | 일지매, 여월희, 달이, 구자명, 백매             | 정일우, 윤진서, 김민종, 정혜영                   | 2009년    |
| 23   | 인조                   | 탐나는도다                 | 장버진, 박규, 윌리엄, 서린, 얀                 | 서우, 임주환, 황찬빈, 이승민, 이선호             | 2009년    |
| 24   | 인조                   | 명가                       | 최국선, 한단이, 김원일                         | 차인표, 한고은, 김성민                           | 2010년    |
| 25   | 가상의 조선            | 야경꾼 일지                | 이린, 도하, 무석, 박수련, 조상헌, 사담         | 정일우, 고성희, 유노윤호, 서예지, 윤태영, 김성오 | 2014년    |

#### 정축하성~신유박해
| 순번 | 시대적 배경   | 제목                          | 핵심 인물                                                                    | 주연 배우                                                      | 제작 년도 |
| ---- | ------------- | ----------------------------- | ---------------------------------------------------------------------------- | -------------------------------------------------------------- | --------- |
| 1    | 1637년~1652년 | 궁중잔혹사-꽃들의 전쟁        | 조귀인, 인조, 김자점, 민회빈 강씨, 소현세자, 봉림대군                        | 김현주, 이덕화, 정성모, 송선미, 정성운, 김주영                 | 2013년    |
| 2    | 1637년~1652년 | 연인                          | 이장현, 유길채, 남연준, 경은애, 량음, 각화                                   | 남궁민, 안은진, 이학주, 이다인, 김윤우, 이청아                 | 2023년    |
| 3    | 1637년~1652년 | 대명                          | 효종, 소현세자, 인조, 최명길, 김상헌, 임경업                                 | 김흥기, 백윤식, 김동훈,'김성원, 임동진, 백일섭                 | 1981년    |
| 4    | 1637년~1652년 | 삼총사                        | 박달향, 소현세자, 허승포, 안민서                                             | 정용화, 이진욱, 양동근, 정해인                                 | 2014년    |
| 5    | 1637년~1652년 | 세작, 매혹된 자들             | 이인, 강희수, 김명하, 동상궁                                                 | 조정석, 신세경, 이신영, 박예영                                 | 2024년    |
| 6    | 병자호란 이후 | 추노                          | 이대길, 송태하, 김혜원, 황철웅, 업복이                                       | 장혁, 오지호, 이다해, 이종혁, 공형진                           | 2010년    |
| 7    | 병자호란 이후 | 최강칠우                      | 최칠우, 소윤, 흑산, 민승국                                                   | 문정혁, 구혜선, 유아인, 전노민                                 | 2008년    |
| 8    | 1645년~1674년 | 마의                          | 백광현, 강지녕, 이명환, 장인주, 이성하                                       | 조승우, 이요원, 손창민, 유선, 이상우                           | 2012년    |
| 9    | 1659년~1664년 | 조선 정신과 의사 유세풍 시즌1 | 유세풍, 서은우, 계지한                                                       | 김민재, 김향기, 김상경                                         | 2022년    |
| 10   | 1670년~1701년 | 장희빈                        | 장희빈(장옥정), 숙종, 인현왕후, 장희재                                       | 정선경, 임호, 김원희, 길용우                                   | 1995년    |
| 11   | 1679년~1702년 | 조선왕조 오백년 : 인현왕후    | 숙종, 인현왕후, 명성왕후, 장희빈(장옥정), 숙빈 최씨                          | 강석우, 박순애, 김해숙, 전인화, 견미리                         | 1988년    |
| 12   | 1681년~1720년 | 장희빈                        | 장희빈(장옥정), 숙종, 인현왕후, 숙빈 최씨                                    | 김혜수, 전광렬, 박선영, 박예진                                 | 2002년    |
| 13   | 1681년~1720년 | 인현왕후의 남자               | 김봉도, 최희진, 윤월, 민암                                                   | 지현우, 유인나, 진예솔, 엄효섭                                 | 2012년    |
| 14   | 1681년~1725년 | 동이                          | 동이, 숙종, 장희빈(장옥정), 차천수, 서용기                                   | 한효주, 지진희, 이소연, 배수빈, 정진영                         | 2010년    |
| 15   | 숙종          | 장옥정, 사랑에 살다           | 장희빈(장옥정), 숙종, 인현왕후, 숙빈 최씨                                    | 김태희, 유아인, 홍수현, 한승연                                 | 2013년    |
| 16   | 숙종          | 장길산                        | 장길산, 묘옥, 이갑송, 이지용                                                 | 유오성, 한고은, 정준하, 류수영                                 | 2004년    |
| 17   | 숙종 18년     | 다모                          | 장채옥, 황보윤, 장성백                                                       | 하지원, 이서진, 김민준                                         | 2003년    |
| 18   | 숙종~영조     | 대박                          | 숙종, 영조, 이인좌, 백대길, 담서, 숙빈 최씨                                  | 장근석, 여진구, 전광렬, 최민수, 임지연, 윤진서                 | 2016년    |
| 19   | 1719년~1729년 | 해치                          | 영조, 박문수, 천여지                                                         | 정일우, 권율, 고아라                                           | 2019년    |
| 20   | 1725년~1779년 | 조선왕조 오백년 : 한중록      | 사도세자, 혜경궁 홍씨, 영조, 정조, 인원왕후, 홍국영                          | 최수종, 최명길, 김성원, 전호진, 강부자, 김동현                 | 1988~89년 |
| 21   | 영조          | 하늘아 하늘아                 | 사도세자, 혜경궁 홍씨, 영조, 홍봉한                                          | 정보석, 하희라, 김성겸, 김흥기                                 | 1988~89년 |
| 22   | 영조          | 대왕의 길                     | 영조, 사도세자, 혜경궁 홍씨, 숙빈 최씨                                       | 박근형, 임호, 홍리나, 김영애                                   | 1998년    |
| 23   | 영조          | 어사 박문수                   | 박문수, 영조, 이연희, 소화련                                                 | 유준상, 조민기, 임지은, 한혜진                                 | 2002년    |
| 24   | 영조          | 꽃 피면 달 생각하고           | 남영, 강로서, 이표, 한애진, 이시흠                                           | 유승호, 이혜리, 변우석, 강미나, 최원영                         | 2021~22년 |
| 25   | 가상의 조선   | 군주-가면의 주인              | 왕세자 이선, 한가은, 천민 이선, 김화군, 편수회 대목                          | 유승호, 김소현, 김명수, 윤소희, 허준호                         | 2017년    |
| 26   | 영조~정조     | 비밀의 문                     | 이선, 영조, 서지담, 혜경궁 홍씨, 나철주                                      | 이제훈, 한석규, 김유정, 박은빈, 김민종                         | 2014년    |
| 27   | 1742년~1778년 | 무사 백동수                   | 백동수, 여운, 황진주 , 유지선, 김광태                                        | 지창욱, 유승호, 윤소이, 신현빈, 전광렬                         | 2011년    |
| 28   | 1762년~1786년 | 옷소매 붉은 끝동              | 이산(정조), 성덕임, 홍덕로, 영조                                             | 이준호, 이세영, 강훈, 이덕화                                   | 2021~22년 |
| 29   | 1762년~1800년 | 이산                          | 이산(정조), 의빈 성씨, 영조, 박대수, 혜경궁 홍씨, 효의왕후, 홍국영, 정순왕후 | 이서진, 한지민, 이순재, 이종수, 견미리, 박은혜, 한상진, 김여진 | 2007년    |
| 30   | 1762년~1800년 | 왕도                          | 홍국영, 정조, 혜경궁 홍씨, 정순왕후, 순지                                    | 김영철, 강석우, 정영숙, 김자옥, 박순애                         | 1991년    |
| 31   | 1762년~1800년 | 홍국영                        | 홍국영, 정후겸, 수절녀 서씨, 여옥, 정조                                      | 김상경, 정웅인, 이태란, 정소영, 정재곤                         | 2001년    |
| 32   | 1762년~1800년 | 바람의 화원                   | 신윤복, 김홍도, 정향, 정조                                                   | 문근영, 박신양, 문채원, 배수빈                                 | 2008년    |
| 33   | 1762년~1800년 | 거상 김만덕                   | 김만덕, 정홍수, 오문선, 강유지, 할매                                         | 이미연, 한재석, 박솔미, 하석진, 고두심                         | 2010년    |
| 34   | 1762년~1800년 | 소설 목민심서                 | 정약용, 비안, 정약전, 정조, 심환지                                           | 이진우, 김성령, 김규철, 김흥기, 임혁                           | 2000년    |
| 35   | 1762년~1800년 | 성균관 스캔들                 | 이선준, 김윤희, 구용하, 문재신                                               | 박유천, 박민영, 송중기, 유아인                                 | 2010년    |
| 36   | 1762년~1800년 | 정조암살미스터리-8일          | 정조, 혜경궁 홍씨, 정약용                                                    | 김상중, 정애리, 박정철                                         | 2007년    |
| 37   | 1762년~1800년 | 조선 추리활극 정약용          | 정약용, 설란, 철두, 각수                                                     | 박재정, 이영은, 홍석천, 조상기                                 | 2009~10년 |
| 38   | 1800년        | 한성별곡-정                   | 박상규, 이나영, 양만오, 정조                                                 | 진이한, 김하은, 이천희, 안내상                                 | 2007년    |

#### 세도 정치~경술국치
| 순번 | 시대적 배경     | 제목                   | 핵심인물                                 | 주연배우                               | 제작년도  |
| ---- | --------------- | ---------------------- | ---------------------------------------- | -------------------------------------- | --------- |
| 1    | 1803년~1840년   | 상도                   | 임상옥, 박다녕, 정치수, 박주명, 홍득주   | 이재룡, 김현주, 정보석, 이순재, 박인환 | 2001년    |
| 2    | 순조            | 구르미 그린 달빛       | 이영, 홍라온, 김윤성, 조하연, 김병연     | 박보검, 김유정, 진영, 채수빈, 곽동연   | 2016년    |
| 3    | 헌종            | 간택-여인들의 전쟁     | 강은보, 이경, 이재화, 조영지, 왈         | 진세연, 김민규, 도상우, 이열음, 이시언 | 2019~20년 |
| 4    | 1837년~1900년   | 태양인 이제마          | 이제마, 설이, 구운영                     | 최수종, 김유미, 유호정                 | 2002년    |
| 5    | 철종            | 철인왕후               | 김소용(철인왕후), 철종                   | 신혜선, 김정현                         | 2020~21년 |
| 6    | 고종            | 바람과 구름과 비       | 최천중, 봉련, 흥선대원군, 채인규, 김병운 | 박시후, 고성희, 전광렬, 성혁, 김승수   | 2020년    |
| 7    | 1857년~1898년   | 풍운                   | 흥선대원군, 명성황후, 고종, 조대비       | 이순재, 김영애, 박칠용, 반효정         | 1982년    |
| 8    | 1861년~1898년   | 명성황후               | 명성황후, 고종, 흥선대원군               | 이미연, 최명길, 이진우, 유동근         | 2001년    |
| 9    | 1863년~1895년   | 찬란한 여명            | 이동인, 김옥균, 박영효, 이하응, 민비     | 김갑수, 정보석, 이민우, 변희봉, 하희라 | 1995년    |
| 10   | 개화기          | 조선총잡이             | 박윤강, 정수인, 최혜원, 김호경, 최원신   | 이준기, 남상미, 전혜빈, 한주완, 유오성 | 2014년    |
| 11   | 개화기          | 조선 과학수사대 별순검 | 강웅비, 김사율, 서은, 조달환, 홍법률     | 이기영, 정유석, 조안, 최규환, 이재포   | 2005년    |
| 12   | 개화기          | 별순검 시즌1           | 강승조, 김강우, 여진, 배복근             | 류승룡, 온주완, 박효주, 안내상         | 2007년    |
| 13   | 개화기          | 별순검 시즌2           | 진무영, 한다경, 선우현, 지대한           | 이종혁, 이청아, 박광현, 박원상         | 2008년    |
| 14   | 개화기          | 제중원                 | 황정, 유석란, 백도양                     | 박용우, 한혜진, 연정훈                 | 2010년    |
| 15   | 1882년~1894년   | 녹두꽃                 | 백이강, 백이현, 송자인                   | 조정석, 윤시윤, 한예리                 | 2019년    |
| 16   | 1896년~1910년대 | 독립문                 | 고종, 이승만                             | 박칠용, 서인석                         | 1984년    |
| 16   | 고종~순종       | 미스터 션샤인          | 유진 초이, 고애신                        | 이병헌, 김태리                         | 2018년    |
| 17   | 가상의 조선     | 대망                   | 박재영, 윤여진, 박시영, 최동희           | 장혁, 이요원, 한재석, 손예진           | 2002년    |
| 18   | 가상의 조선     | 해를 품은 달           | 허연우, 이훤, 양명, 윤보경               | 한가인, 김수현, 정일우, 김민서         | 2012년    |

### 일제 강점기~현대 시대

#### 일제강점기ᆞ대한민국 임시정부
| 순번 | 시대적 배경     | 제목                   | 핵심인물                                                         | 주연배우                                                 | 제작년도    |
| ---- | --------------- | ---------------------- | ---------------------------------------------------------------- | -------------------------------------------------------- | ----------- |
| 1    | 1894년~1950년대 | 노다지                 | 김도흡, 최실단, 웃간네, 김수인, 김수신, 변원해                   | 김진태, 한혜숙, 하희라, 임성민, 최재성, 김영철           | 1986~87년   |
| 2    | 1897년~1926년   | 사의찬미               | 김우진, 윤심덕, 홍난파                                           | 이종석, 신혜선, 이지훈                                   | 2018년      |
| 3    | 1897년~1930년대 | 토지                   | 최서희, 김길상, 최치수, 이용, 공월선, 임이네, 조준구             | 최수지, 윤승원, 태민영, 임동진, 선우은숙, 박원숙, 연규진 | 1987~89년   |
| 4    | 일제강점기 전체 | 백범일지               | 김구                                                             | 국정환, 김진태, 김용림, 김인태                           | 1989년      |
| 5    | 일제강점기 전체 | 김구                   | 김구                                                             | 김상중                                                   | 1995년      |
| 6    | 일제강점기 전체 | 자유인 이회영          | 이회영                                                           | 정동환, 안재모, 홍일권, 권오중, 이아이                   | 2010년      |
| 7    | 1905년~1945년   | 조선총독부             | 박충권, 윤정덕, 미쓰이, 이토 히로부미, 데라우치 마사타케, 안중근 | 임채무, 이혜숙, 이대근, 전운, 김무생, 한영수             | 1984년      |
| 8    | 1911년~69년     | 최승희                 | 최승희                                                           | 채시라                                                   | 1995년      |
| 9    | 1915년~1920년대 | 도적-칼의소리          | 이윤, 남희신, 최충수, 이광일, 언년이                             | 김남길, 서현, 유재명, 이현욱, 이호정                     | 2023년      |
| 10   | 1920년대        | 경성기방 영화관        | 계월, 연, 매창                                                   | 이일화, 홍소희, 서영                                     | 2007년~08년 |
| 11   | 1920년대~1936년 | 파친코 시즌1           | 선자, 한수, 솔로몬, 경희, 이삭                                   | 김민하/윤여정, 이민호, 진하, 정은채, 노상현              | 2022년      |
| 12   | 1920~30년대     | 각시탈                 | 이강토, 목단, 기무라 슌지, 채홍주                                | 주원, 진세연, 박기웅, 한채아                             | 2011년      |
| 13   | 1924년~61년     | 야인시대               | 김두한, 이정재, 쌍칼, 하야시, 이성순, 이승만, 구마적             | 김영철, 안재모, 박준규, 이창훈, 조상구, 권성덕, 이원종   | 2002년      |
| 14   | 1924년~61년     | 무풍지대               | 유지광, 이정재, 이기붕                                           | 나한일, 조경환, 권성덕                                   | 1989년      |
| 15   | 1924년~61년     | 왕초                   | 김춘삼, 한연지, 김두한, 임형도, 발가락                           | 차인표, 송윤아, 이훈, 박철, 허준호                       | 1999년      |
| 16   | 1927년~45년     | 황금시대               | 박광철, 김희경, 이재훈, 이주영, 조상만                           | 차인표, 김혜수, 박상원, 김선아, 최철호                   | 2000년      |
| 17   | 1930년대        | 경성스캔들             | 선우완, 나여경, 차송주, 이수현                                   | 강지환, 한지민, 한고은, 류진                             | 2006년      |
| 18   | 1930년대        | 시카고 타자기          | 한세주, 전설, 유진오, 백태민                                     | 유아인, 임수정, 고경표, 곽시양                           | 2017년      |
| 19   | 1930년대        | 감격시대 : 투신의 탄생 | 신정태, 데쿠치 가야, 김옥련                                      | 김현중, 임수향, 진세연                                   | 2014년      |
| 20   | 1930~40년대     | 이몽                   | 김원봉, 이영진, 후쿠다 사부로, 미키                              | 유지태, 이요원, 임주환, 남규리                           | 2018년      |
| 21   | 1930~40년대     | 절정                   | 이육사, 안일양, 윤세주, 노윤희                                   | 김동완, 서현진, 이승효, 윤지혜                           | 2011년      |
| 22   | 1930~50년대     | 동양극장               | 황철, 차홍녀, 문예봉, 임선규, 홍순언, 배구자                     | 이재룡, 이승연, 정선경, 권해효, 김병세, 박지영           | 2001년      |
| 23   | 1940년대        | 전쟁과 사랑            | 김남천, 송양섭, 양선옥, 한지연, 김원재, 송은주                   | 이창훈, 윤동환, 오연수, 배종옥, 안재욱, 우희진           | 1995년      |

#### 8·15 광복~제2공화국
| 순번 | 시대적 배경   | 제목              | 핵심인물                                                       | 주연배우                                       | 제작년도 |
| ---- | ------------- | ----------------- | -------------------------------------------------------------- | ---------------------------------------------- | -------- |
| 1    | 1930년~2004년 | 영웅시대          | 천태산(정주영), 국대호(이병철), 박대철(이명박), 박정희         | 최불암, 차인표, 정욱, 유동근, 독고영재         | 2004년   |
| 2    | 1933~50년     | 서울 1945         | 최운혁(이강국), 김해경(김수임), 이동우(김규식), 문석경(모윤숙) | 류수영, 한은정, 김호진, 소유진                 | 2005년   |
| 3    | 1930~60년대   | 국희              | 민국희, 송신영, 김상훈, 민영재, 송주태                         | 김혜수, 정선경, 손창민, 정동환, 박영규         | 1999년   |
| 4    | 1940~70년대   | 불꽃 속으로       | 박태형(박태준), 신대철, 쿠미코, 최종호, 장옥선, 대통령(박정희) | 최수종, 류진, 손태영, 최철호, 이인혜, 독고영재 | 2014년   |
| 5    | 1943~53년     | 여명의 눈동자     | 윤여옥, 장하림, 최대치                                         | 채시라, 박상원, 최재성                         | 1991년   |
| 6    | 1943~53년     | 지리산            | 박태영, 이규, 하영근, 이현상, 유태림, 하윤희                   | 박진성, 전광렬, 정욱, 이순재, 정보석, 배종옥   | 1989년   |
| 7    | 해방 정국     | 새벽              | 이승만, 김구, 여운형, 박헌영                                   | 신구, 이치우, 박병호, 임혁                     | 1985년   |
| 8    | 1945년        | 경성크리처 시즌1  | 장태상, 윤채옥, 마에다 유키코                                  | 박서준, 한소희, 수현                           | 2023년   |
| 9    | 1945년        | 여명의 그날       | 이승만, 박정희, 김구, 여운형, 김일성                           | 신구, 백준기, 이영후, 박병호, 전광렬           | 1990년   |
| 10   | 1945~60년     | 제1공화국         | 이승만, 김구, 이기붕, 김일성, 신성모                           | 최불암, 이영후, 박규채, 국정환, 이대로         | 1981년   |
| 11   | 1945~87년     | 삼김시대          | 김대중, 김영삼, 김종필, 박정희, 이희호                         | 유인촌, 길용우, 정동환, 이창환, 정애리         | 1998년   |
| 12   | 1950년대      | 경숙이 경숙아버지 | 조경숙, 조재수, 경숙모, 박남식, 최사장                         | 심은경, 정보석, 홍충민, 정성화, 안석환         | 2009년   |
| 13   | 1950~70년대   | 삼생이            | 석삼생, 봉금옥, 박동우, 오지성, 석봉출                         | 홍아름, 손성윤, 차도진, 지일주, 이달형         | 2013년   |
| 14   | 1950~70년대   | 은희              | 김은희, 임성재, 차영주, 최정태                                 | 경수진, 이인, 최윤소, 정민진                   | 2013년   |
| 15   | 1950~51년     | 로드 넘버원       | 이장우, 김수연, 신태호, 오종기, 윤삼수                         | 소지섭, 김하늘, 윤계상, 손창민, 최민수         | 2010년   |
| 16   | 1950~53년     | 전우              | 이현중, 이수경, 박웅, 박일권, 박준범                           | 라시찬, 허영, 장항선, 김상훈, 박해상           | 1975년   |
| 17   | 1950~53년     | 전우              | 이현중, 이수경, 박웅, 박일권, 박준범                           | 강민호, 김시원, 장칠군, 이문환, 김윤형         | 1983년   |
| 18   | 1950~53년     | 전우              | 이현중, 이수경, 박웅, 박일권, 박준범                           | 최수종, 이태란, 이덕화, 김뢰하, 임원희         | 2010년   |
| 19   | 1952년~70년대 | 순금의 땅         | 정순금, 강우창, 한진경, 윤정수                                 | 강예솔, 강은탁, 백승희, 이병훈                 | 2014년   |
| 20   | 1957~63년     | 제2공화국         | 윤보선, 장면, 이승만, 이기붕, 박정희                           | 이순재, 김무생, 최불암, 박규채, 이진수         | 1989년   |
| 21   | 1957~63년     | 삼식이 삼촌       | 박두칠(삼식이), 김산, 강성민, 주여진                           | 송강호, 변요한, 이규형, 진기주                 | 2024년   |

#### 제3공화국~제6공화국(현재)
| 순번 | 시대적 배경         | 제목                  | 핵심인물                                                       | 주연배우                                                       | 제작년도  |
| ---- | ------------------- | --------------------- | -------------------------------------------------------------- | -------------------------------------------------------------- | --------- |
| 1    | 1958~72년           | 제3공화국             | 박정희, 육영수, 김종필, 박종규, 차지철                         | 이진수, 김미숙, 이정길, 박근형, 이대근                         | 1993년    |
| 2    | 1960년대            | 패션 70's             | 김동명, 고준희, 한더미, 장빈, 장봉실                           | 주진모, 김민정, 이요원, 천정명, 이혜영                         | 2005년    |
| 3    | 1960~70년대         | 복희 누나             | 한복희, 한복남, 강준모, 최간난, 송병만                         | 장미인애, 최창엽, 류태준, 김지영, 이효정                       | 2011년    |
| 4    | 1960~70년대         | 일편단심 민들레       | 민들레, 신세영, 신태오, 차용수, 박순희, 박춘옥, 민강욱, 최주희 | 김가은, 홍인영, 윤선우, 전승빈, 김하균, 주민하, 최철호, 신은정 | 2014년    |
| 5    | 1961~81년           | 제4공화국             | 박정희, 육영수, 김재규, 차지철, 전두환                         | 이창환, 전인화, 박근형, 이대근, 박용식                         | 1995년    |
| 6    | 1961~94년           | 에덴의 동쪽           | 이동철, 이동욱, 김지현, 민혜린, 국영란, 신명훈                 | 송승헌, 연정훈, 한지혜, 이다해, 이연희, 박해진                 | 2008~09년 |
| 7    | 1970년대 ~ 1980년대 | 사랑아 사랑아         | 홍승희, 홍승아, 박노경, 강태범, 이금녀                         | 황선희, 송민정, 오창석, 김산호, 김영옥                         | 2012년    |
| 8    | 1970년대 ~ 1980년대 | 빛과 그림자           | 강기태, 이정혜, 차수혁, 유채영, 장철환                         | 안재욱, 남상미, 이필모, 손담비, 전광렬                         | 2011년    |
| 9    | 1970년대 ~ 1990년대 | 모래시계              | 박태수, 윤혜린, 강우석, 백재희, 윤회장                         | 최민수, 고현정, 박상원, 이정재, 박근형                         | 1995년    |
| 10   | 1970년대 ~ 1990년대 | 끝없는 사랑           | 서인애, 한광훈, 한광철, 조원규, 박영태                         | 황정음, 류수영, 정경호, 최성국, 정웅인                         | 2014년    |
| 11   | 1970~2010년         | 자이언트              | 이강모, 황정연, 조민우, 황태섭, 조필연                         | 이범수, 박진희, 주상욱, 이덕화, 정보석                         | 2010년    |
| 12   | 1977~79년           | 코리아게이트          | 박정희, 육영수, 박동선, 김재규, 차지철                         | 독고영재, 고두심, 유인촌, 김흥기, 정한헌                       | 1995년    |
| 13   | 1979~87년           | 제5공화국             | 전두환, 이순자, 노태우, 허화평, 장세동                         | 이덕화, 김영란, 서인석, 이진우, 홍학표                         | 2005년    |
| 14   | 1980년              | 오월의 청춘           | 황희태, 김명희, 이수찬, 이수련                                 | 이도현, 고민시, 이상이, 금새록                                 | 2021년    |
| 15   | 1980년대            | 인간시장              | 장총찬, 오다혜, 박회장                                         | 박상원, 박순천, 박근형                                         | 1988년    |
| 16   | 1980년대            | 올인                  | 김인하, 민수연, 최정원, 서진희                                 | 이병헌, 송혜교, 지성, 박솔미                                   | 2003년    |
| 17   | 1990년대            | 2004 인간시장         | 장총찬, 오다혜, 홍시연, 유기하                                 | 김상경, 박지윤, 김소연, 김상중                                 | 2004년    |
| 18   | 1990년대            | 돈의 화신             | 이차돈, 지세광, 복재인, 전지후, 은비령                         | 강지환, 박상민, 황정음, 최여진, 오윤아                         | 2013년    |
| 19   | 1990년대 ~ 2000년대 | 황금의 제국           | 장태주, 최서윤, 최민재, 조필두, 윤설희                         | 고수, 이요원, 손현주, 류승수, 장신영                           | 2013년    |
| 20   | 1998년              | 스물다섯 스물하나     | 나희도, 백이진, 고유림, 문지웅, 지승완                         | 김태리, 남주혁, 보나, 최현욱, 이주명                           | 2022년    |
| 21   | 2000~07년           | 악의 마음을 읽는 자들 | 송하영, 국영수, 윤태구                                         | 김남길, 진선규, 김소진                                         | 2022년    |

## 같이 보기
- 한국을 배경으로 한 역사 영화 목록